# 法希姆·本·苏尔坦·卡西米
法希姆·本·苏尔坦·卡西米（英語：Fahim bin Sultan Al Qasimi，阿拉伯语：‎，1948年—），是一名阿联酋律师、外交官、商人。1993年至1996年期间，他担任海湾阿拉伯国家合作委员会秘书长。

## 早期生涯
1948年，卡西米出生，跟随家庭在拉斯海玛定居。他也是阿联酋成员国拉斯海玛的统治家族成员，并是阿里·卡西米的表弟。卡西米有五个兄弟和五个姐妹。1974年，他毕业于开罗大学，获得法学学位。1977年，他获得约翰霍普金斯大学的国际政治专业的硕士学位。

## 事业
1970年代，卡西米开始在阿联酋从事法律咨询和诉讼律师事务。1975年，他加入阿联酋外交部。1977年至198年，他担任阿联酋驻联合国大使，并担任驻日内瓦总领事。1980年至1984年，担任阿联酋驻联合国纽约办事处代表。同期兼任阿联酋驻加拿大大使。
1984年至1992年，他担任外交部法务部门主任。1993年4月，他接任阿卜杜拉·毕沙拉担任海湾阿拉伯国家合作委员会秘书长。在任上，卡西米主张海湾国家的争议应当诉诸于公立的第三方介入为前提，比如类似于海牙国际法庭等国际组织。1996年4月，他的任期截至，并由沙特阿拉伯外交官贾米勒·本·易卜拉欣·胡贾伊兰接任。
1997年3月，他被任命为阿联酋经济与商业部长。2004年，阿联酋内阁改组，卡西米的表妹谢赫·卢布娜·阿尔·卡西米接替担任阿联酋经济与商业部长；谢赫也是该国首位女性经济与商业部长。卡西米在新改组的政府中，担任最高委员会及海湾事务部长，并任至2006年2月。
2006年，卡西米合伙创建了一家阿联酋法律事务所，并担任主席。2013年，他离开并重新合伙建立了一个新的律所：卡西米法律合伙公司（Qasimi Law Partners (d/b/a QLP MENA)），并担任主席。另外，他还担任阿联酋海湾联盟与阿拉伯海湾联盟的主席。

## 个人生活
卡西米妻子琳达是一名美籍黎巴嫩人，1983年，她出版过一本书《阿联酋的妇女地位》（The Status of Women in the UAE）。